# Harding County (New Mexico)
Harding County ist ein County im Bundesstaat New Mexico der Vereinigten Staaten. Hier leben 695 Menschen. Der Verwaltungssitz (County Seat) ist Mosquero.

## Geographie
Das County hat eine Fläche von 5506 Quadratkilometern; davon sind 2 Quadratkilometer (0,03 Prozent) Wasserflächen. Das County grenzt in New Mexico im Uhrzeigersinn an die Countys: Union County, Quay County, San Miguel County, Mora County und Colfax County.

## Geschichte
Zwei Bauwerke des Countys sind im National Register of Historic Places eingetragen (Stand 17. Februar 2018), das Harding County Courthouse und die Bueyeros School.

## Demografische Daten

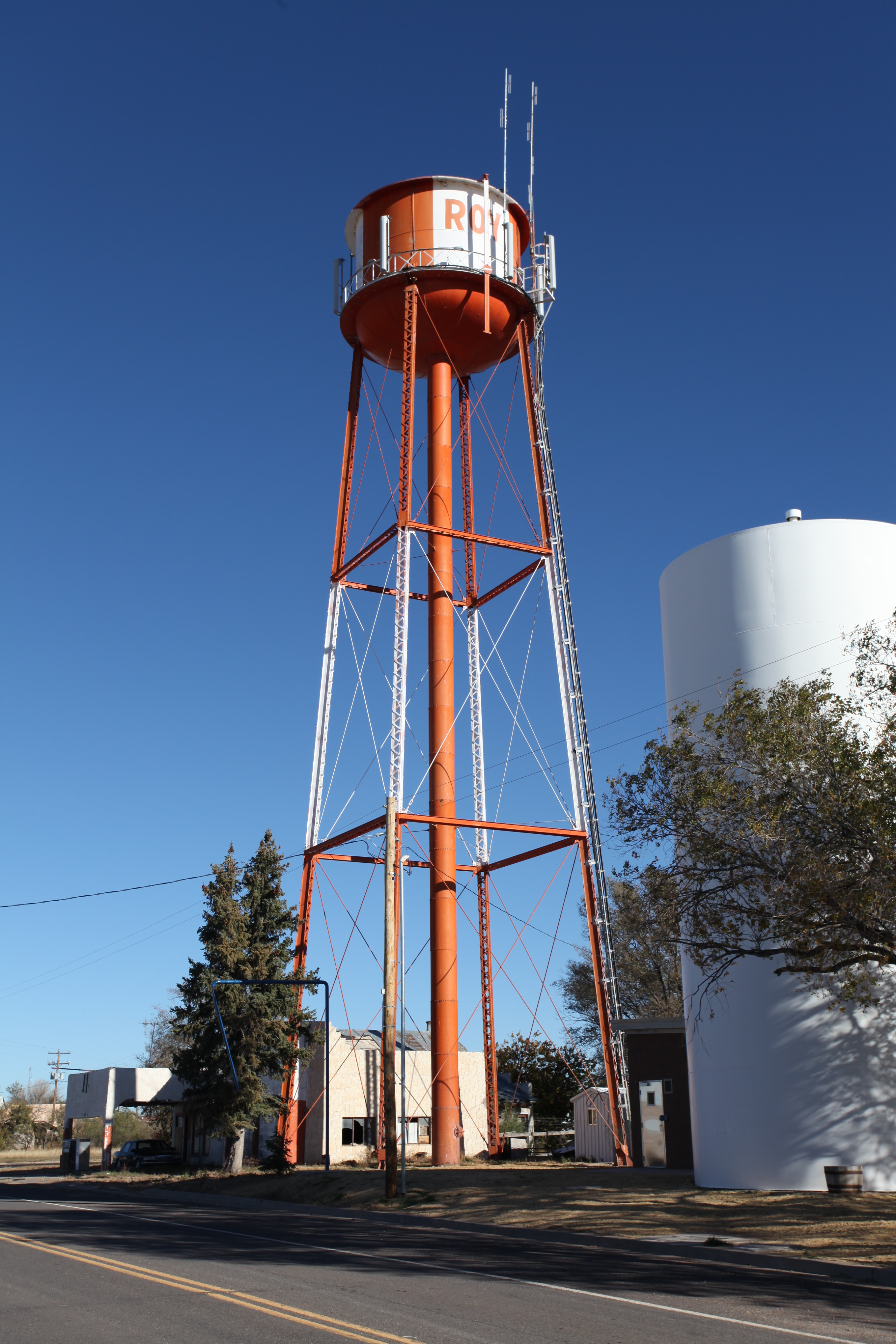
Wasserturm in Roy

Nach der Volkszählung im Jahr 2000 lebten im County 810 Menschen. Es gab 371 Haushalte und 231 Familien. Die Bevölkerungsdichte betrug weniger als 1 Einwohner pro Quadratkilometer. Ethnisch betrachtet setzte sich die Bevölkerung zusammen aus 84,32 % Weißen, 0,37 % Afroamerikanern, 1,36 % amerikanischen Ureinwohnern, 0,00 % Asiaten, 0,00 % Bewohnern aus dem pazifischen Inselraum und 10,62 % aus anderen ethnischen Gruppen; 3,33 % stammten von zwei oder mehr ethnischen Gruppen ab. 44,94 % der Bevölkerung waren spanischer oder lateinamerikanischer Abstammung.
Von den 371 Haushalten hatten 22,10 % Kinder und Jugendliche unter 18 Jahre, die bei ihnen lebten. 52,60 % waren verheiratete, zusammenlebende Paare, 7,50 % waren allein erziehende Mütter. 37,50 % waren keine Familien. 35,30 % waren Singlehaushalte und in 21,00 % lebten Menschen im Alter von 65 Jahren oder darüber. Die Durchschnittshaushaltsgröße betrug 2,18 und die durchschnittliche Familiengröße lag bei 2,84 Personen.
Auf das gesamte County bezogen setzte sich die Bevölkerung zusammen aus 20,20 % Einwohnern unter 18 Jahren, 4,60 % zwischen 18 und 24 Jahren, 18,80 % zwischen 25 und 44 Jahren, 28,10 % zwischen 45 und 64 Jahren und 28,30 % waren 65 Jahre alt oder darüber. Das Durchschnittsalter betrug 49 Jahre. Auf 100 weibliche Personen kamen 102,50 männliche Personen, auf 100 Frauen im Alter ab 18 Jahren kamen statistisch 102,50 Männer.

Das jährliche Durchschnittseinkommen eines Haushalts betrug 26.111 USD, das Durchschnittseinkommen der Familien betrug 36.667 USD. Männer hatten ein Durchschnittseinkommen von 22.750 USD, Frauen 15.750 USD. Das Prokopfeinkommen betrug 16.240 USD. 16,30 % der Bevölkerung und 12,90 % der Familien lebten unterhalb der Armutsgrenze. 31,30 % davon waren unter 18 Jahre und 11,30 % waren 65 Jahre oder älter.

## Orte im Harding County
Im Harding County liegen zwei Gemeinden, die beide den Status einer Village besitzen.
Villages
| - Mosquero 1 - Roy |

andere Unincorporated Communities
| - Bueyeros - Mills - Solano |